# Refuge du Cuchet
Die Refuge du Cuchet ist eine Schutzhütte, die sich im Département Savoie in der Region Auvergne-Rhône-Alpes befindet. Die Schutzhütte, die auf einer Höhe von 2160 m liegt, gehört der Verwaltung des Nationalparks Vanoise. Die Hütte wird seit dem Jahr 2018 nicht mehr bewirtschaftet.

## Beschreibung
Die seit 2018 nicht mehr bewirtschaftete Hütte verfügt über 24 Schlafplätze, die ganzjährig gebucht werden können. Seit die Hütte sowohl vom Nationalpark Vanoise als auch von der Gemeinde Lanslebourg-Mont-Cenis gemeinsam verwaltet wird, findet sich kein Pächter mehr. Als Grund wird mangelnde Wirtschaftlichkeit angegeben.
Von der Hütte hat man einen schönen Blick auf das Tal der Haute-Maurienne und auf den Gipfel der Dent Parrachée.

## Zustieg
Der Anstieg beginnt unweit des Dorfkerns von Lanslebourg und folgt dem Weitwanderweg GR 5.

## Tourenmöglichkeiten
Von der Schutzhütte kann man zum Refuge de Vallonbrun gelangen.